# Storia della Lituania
La voce copre la
storia della Lituania, dalla preistoria ai giorni nostri.

## Preistoria
Le prime popolazioni ad insediarsi (10000 - 9000 a.C.) nell'area baltica provenivano dalle vicine regioni meridionali e occidentali, è controverso fra gli storici se furono gli antenati dei Balti. Più frequentemente si presume che gli antenati dei Balti raggiunsero l'area tra il 3000 a.C. e il 2500 a.C. assimilando la popolazione indigena.

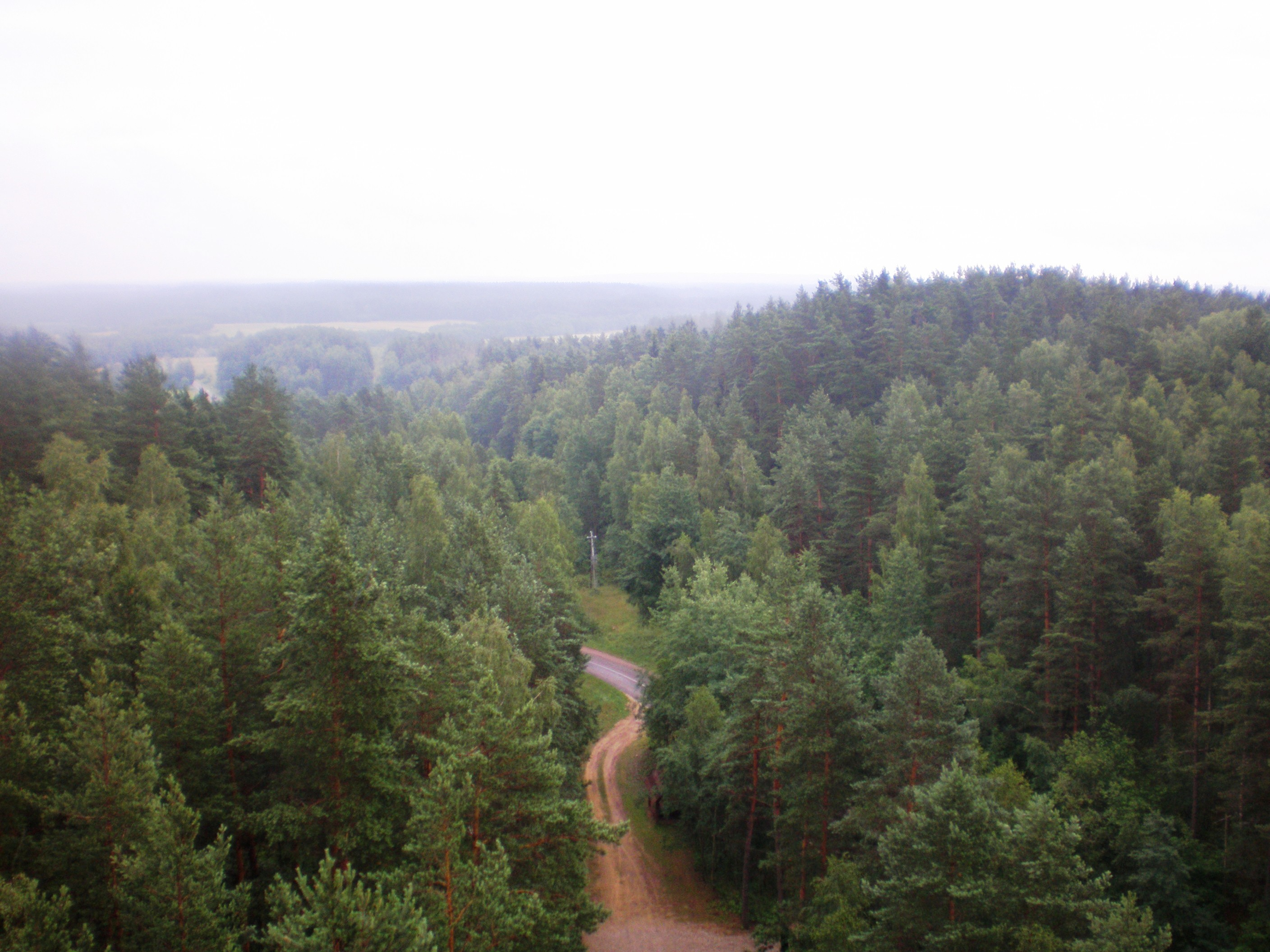
Una delle foreste nella regione dell'Aukštaitija, dove si insediarono le prime popolazioni baltiche

Nonostante i Balti fossero indoeuropei e presumibilmente provenissero dall'Asia centrale è difficile accertarne con precisione la regione di origine. Colonizzarono un territorio di circa 860000 km² che si estendava dalle rive del mar Baltico fino all'alto corso del Volga e del Dnjepr comprendendo i territori dell'attuale Lituania, della Lettonia, della Russia occidentale, Bielorussia, Polonia, fino ad ovest del fiume Oder e a sud-est della Finlandia.
Nel millennio successivo si formarono le diverse tribù baltiche: Pruzzi, Jatvingi, Skalviani, Curi, Seloni, Semigalli, Galindi, Letgalli, Lettoni e Lituani e Selonici. Questi ultimi risiedevano nell'area compresa tra il corso dei fiumi Nemunas e Neris (come sostenuto dagli storici che si occupano degli studi dell’etimologia del nome Lituania).

## L'epoca pagana

### Primo riferimento
Il primo riferimento alla Lituania come territorio (Litua) è rinvenibile negli annali di Quedlinburg in data 14 febbraio 1009: in essi si fa riferimento al monaco Bruno di Querfurt: questi perse la vita nell'attuale Paese baltico nel tentativo di convertire la popolazione locale al cristianesimo.

### Il XIII secolo

#### Ducato di Lituania
Le tribù locali iniziarono ad aggregarsi nel XII secolo nella regione storica dell'Aukštaitija, dando luogo a quello che viene definito dagli storici Ducato di Lituania.

#### Regno di Lituania (XIII secolo)
All'inizio del XIII secolo fecero ingresso nello scenario lituano l'Ordine Teutonico e l'ordine dei Cavalieri Portaspada, che si stabilirono nell'area della Lituania minore nell’ambito della Crociata livoniana. In seguito alle lotte per il controllo delle regioni iniziò la tribolata unificazione delle tribù lituane sotto la guida di Mindaugas, portando alla nascita del primo stato lituano che inizialmente non fu riconosciuto dalla Chiesa cattolica. Mindaugas firmò un trattato di pace e nel 1251 si convertì, avviando una collaborazione, anche militare, con i crociati; questi eventi gli permisero di essere incoronato re di Lituania il 6 luglio 1253 dal vescovo di Chełmno col benestare di Papa Alessandro IV, dando inizio al primo Regno di Lituania. Il regno durò fino al 1263, quando Mindaugas fu ucciso dal nipote Treniota e il paese ritornò al paganesimo fino al 1387, anno in cui fu avviata un'operazione di cristianizzazione su vasta scala del Paese baltico.

## Il Granducato

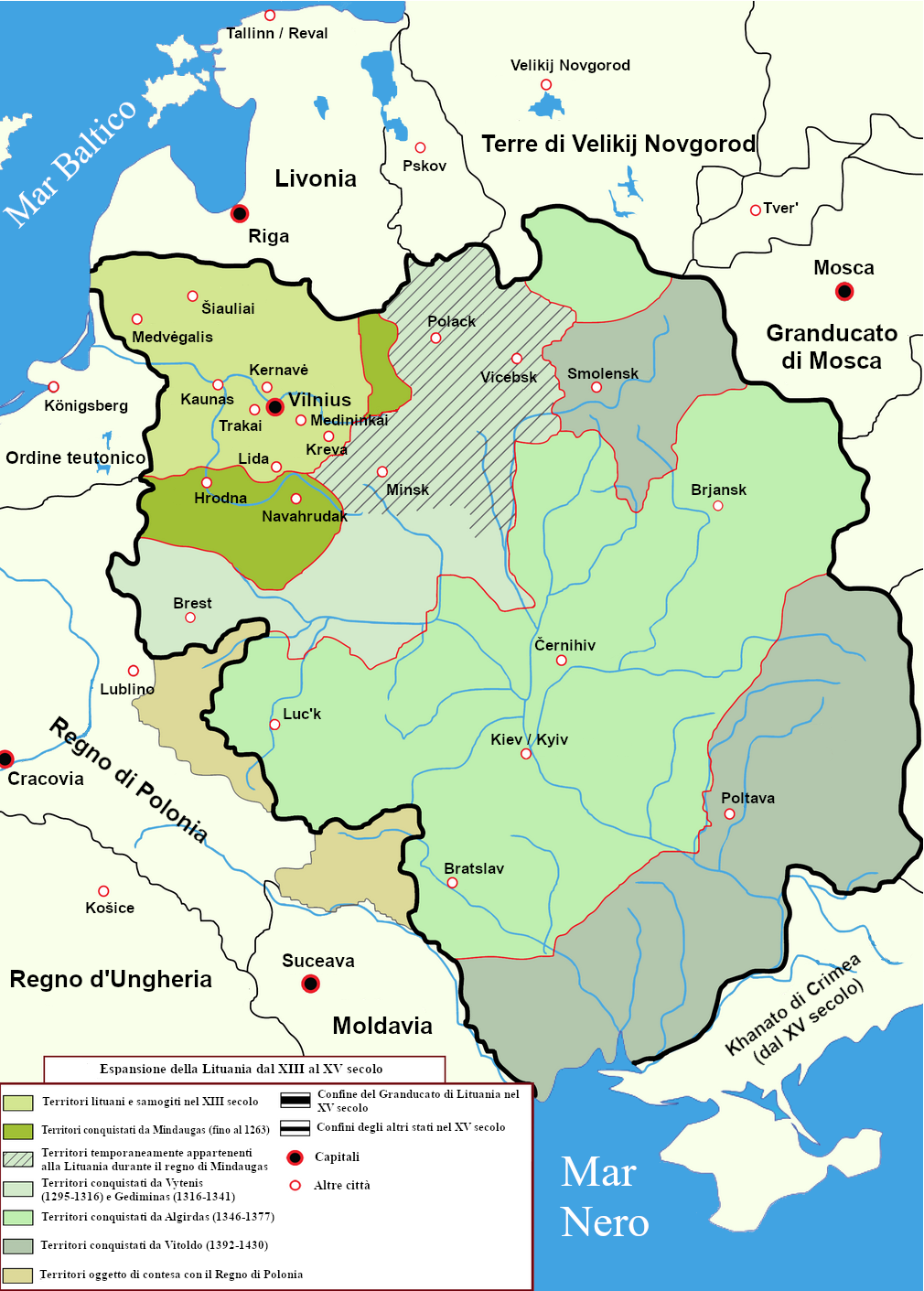
Evoluzione del Granducato di Lituania dal XIII secolo al XV secolo

Dopo la morte di Mindaugas ebbe fine il regno e iniziò ufficialmente il Granducato di Lituania, i cui sovrani tornarono al paganesimo. Non vi furono differenze sostanziali tra i poteri che aveva detenuto il re e quelli dei granduchi che vennero dopo. I secoli successivi, la Lituania avrebbe conosciuto sotto il potere dei granduchi il suo periodo di maggior splendore.
Nel 1316, il granduca Gediminas aiutato dai coloni tedeschi iniziò la restaurazione del paese; nel 1323 Gediminas fondò la città di Vilnius e insieme al fratello Vytenis riunì diverse tribù in un solo stato. L'invasione da parte dei Mongoli di vaste aree dell'Europa orientale e la distruzione della Rus' di Kiev fecero sì che diversi regnanti dell'area si unissero al Granducato della Lituania. Le truppe di Gediminas conquistarono territori abitati da Slavi, e la Lituania si annetté Vicebsk e la Volinia, entrando in conflitto con le ambizioni dei moscoviti.
In poco tempo, sotto il regno di Algirdas, figlio di Gediminas, il granducato ebbe il controllo di una vasta area comprendente gran parte del territorio della Rus' di Kiev, dall'attuale Bielorussia all'Ucraina, fino alle coste del mar Nero.
Secondo alcune fonti, l'area geografica sotto il controllo del Granducato viene grosso modo identificata con la Lituania propria.

## L'epoca cristiana

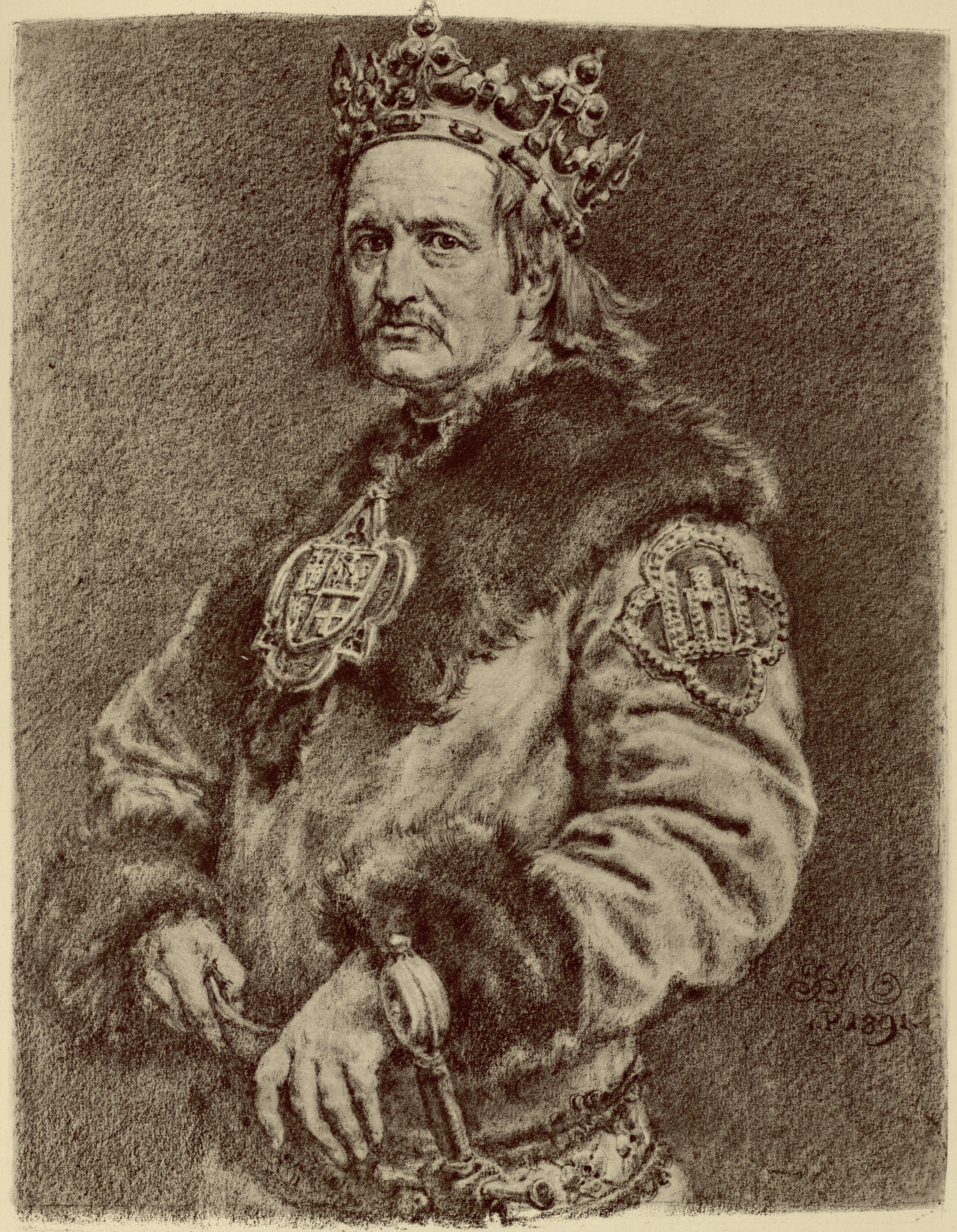
Jogaila/Ladislao II di Polonia

Nella seconda metà del XIV secolo si intensificarono le ostilità da parte dell'Ordine teutonico. Jogaila, figlio di Algirdas, fece alcune concessioni all'Ordine stilando un accordo segreto, suo zio Kestutis lo imprigionò e iniziò una guerra civile in seguito alla quale Kestutis fu catturato e condannato a morte.
Del 1385 è il trattato di Kreva, con il quale la Polonia e la Lituania si unirono. Jogaila sposò Jadwiga (Edvige, figlia di Luigi I d'Ungheria); l'anno successivo venne battezzato Ladislao e divenne re di Polonia. Legata all'Occidente cattolico, la confederazione polacco-lituana divenne il più potente e vasto Stato cattolico dell’Est europeo. Jogaila lasciò il controllo del Granducato al cugino Vitoldo, che condusse numerose guerre contro Moscoviti e Tartari espandendo il territorio posto sotto la giurisdizione lituana.
La conversione della Lituania fece venire meno il motivo di ostilità da parte dell'Ordine Teutonico che però si oppose all'unione tra Polonia e Lituania. Nel 1409 iniziò pertanto una guerra contro l'unione, che terminò con il trattato di Toruń del 1411 dopo la sconfitta dell'Ordine nella battaglia di Tannenberg del 14 luglio 1410 e l'infruttuoso assedio di Marienburg da parte dei polacco-lituani.

## L'unione con la Polonia
Tramite l'unione di Lublino del 1569 la Polonia e la Lituania formarono un nuovo stato chiamato Confederazione polacco-lituana (o Repubblica delle due Nazioni; in polacco Rzeczpospolita, in lituano Abiejų tautų respublika).
L'unione di Lublino aveva le sue radici nella necessita che i Lituani avevano dell'aiuto polacco per resistere alla costante pressione moscovita. Non trascurabili erano gli interessi economici della nobiltà, sia polacca, sia lituana, e gli interessi dei boiari del Granducato, che grazie all'unione acquisivano gli stessi diritti e privilegi (molto ampi) della nobiltà polacca.

Evoluzione della Polonia e della Lituania dal 1635 a oggi

Iniziò una progressiva "polonizzazione" del paese, l'influenza polacca divenne più forte e nel 1696 la lingua polacca divenne quella ufficiale(sino ad allora la lingua ufficiale del Granducato di Lituania era il ruteno ossia il bielorusso antico).
Entro la Confederazione, il Granducato di Lituania continuò a esistere con esercito e tesoro proprio per oltre due secoli.
L'ultimo degli Jagelloni fu Sigismondo II Augusto, che morì senza eredi. Dopo la morte di Sigismondo i nobili di entrambi i paesi, per la prima volta elessero in un'unica grande assemblea un nuovo re. Così al trono sali, anche se per un brevissimo periodo (1573-1574) Enrico de Valois, già fratello del re di Francia. Gli successe a sua volta il nobile ungherese, principe di Transilvania Stefan Batory che nel 1576 fu eletto re di Polonia e Granduca di Lituania. A lui si deve la fondazione dell'Accademia di Vilnius, affidata ai gesuiti e la fondazione dell'università.
Durante il suo regno fu allontanata la minaccia moscovita, le forze polacco-lituane sconfissero le armate di Ivan il Terribile, conquistarono la contesa Livonia.
Dopo la morte di Stefan, fu eletto re di Polonia e Granduca di Lituania Sigismondo Vasa, già re di Svezia. Durante il suo regno le forze polacco - lituane sconfissero ripetutamente i moscoviti, arrivando ad occupare la stessa Mosca. Nello stesso tempo però lo stato entro in un lungo e sempre più infelice (nonostante gli iniziali successi derivati da un'ottima tecnologia militare e capacità tattiche dei comandanti militari) conflitto con la Svezia, la quale si ribellò all'ultracattolico Sigismondo.
L'ultimo periodo felice fu il regno di Ladislao IV, figlio di Sigismondo, eletto re nel 1632.Mori nel 1648.
Durante l'interregno La Rzeczpospolita fu sconvolta dalla grande ribellione dei cosacchi dell'Ucraina alleatisi con i Tartari. Al trono salì Giovanni Casimiro, fratello del re defunto. L'esercito si dissanguò, ciò nonostante riuscì quasi a stroncare la rivolta. A quel punto i cosacchi si dichiararono vassalli dello Zar moscovita. Le armate russe entrarono dentro i confini della Rzeczpospolita. La Lituania fu occupata, Vilna - la sua capitale, bruciata e distrutta, gli abitanti trucidati. Moltissimi contadini furono catturati e deportati nelle zone orientali dello stato russo. L'economia crollò.
Nel 1655 mentre il grande hetman (comandante supremo) della Lituania Janusz Radziwiłł preparava una controffensiva contro i russi, il paese fu invaso dall'esercito di Carlo Gustavo re di Svezia. Di fronte ad una tale disgrazia hetman Radziwiłł non poté che accettare il dominio svedese e cercare di arginare comunque i russi insieme agli svedesi. Tuttavia gli svedesi che inizialmente occuparono gran parte della Rzeczpospolita (il paese era ormai indifeso), dopo averlo depredato, ne furono presto scacciati da una grande rivolta di tutta la popolazione guidata dai nobili. La Svezia firmò la pace con la Rzeczpospolita nel 1660, e gli eserciti polacco e lituano effettuarono una serie di campagne negli anni seguenti che portarono alla liberazione della Lituania.
La pace di Andruszow che la Rzeczpospolita si decise a firmare a causa di un'ennesima guerra civile scoppiata al suo interno (1667) privò tuttavia il paese delle sue regioni orientali.
La repubblica fu in seguito ulteriormente indebolita da una lunga guerra contro l'Impero Ottomano (1672-1699) svoltasi durante i regni di Michele Korybut Wiśniowiecki, Jan Sobieski e Augusto II Wettin (dinastia sassone). Il regno di Augusto portò alla completa decadenza dello stato. La grande guerra del Nord (1700 - 1721) causò di nuovo ingenti perdite, il paese fu di nuovo razziato da svariati eserciti che vi passarono, costò la rovina. La Rzeczpospolita, in esito, divenne di fatto un protettorato russo. Nulla cambiò sotto il figlio di Augusto a parte che quel periodo di pace permise di risollevare l'economia. Sotto il regno dell'ultimo re e granduca Stanislao Augusto Poniatowski (1764-1795) furono attuate importanti riforme strutturali dello stato, volte a modernizzare il paese, costruire un efficiente esercito e quindi liberarsi dall'ormai fortissima influenza russa. Quando la zarina Caterina s'accorse che non sarebbe stata in grado di controllare una Rzeczpospolita riformata, si accordò con l'Austria e la Prussia per il suo smantellamento. Una serie di spartizioni (1772, 1793, 1795), nonostante le rivolte della popolazione polacca, lituana e rutena (insurrezione di Kościuszko del 1794), portò alla cancellazione di quello stato dalle carte geografiche. La Lituania fu assegnata quasi interamente all'Impero russo, solo alcuni suoi territori furono integrati nel Regno di Prussia. Nel 1831, 1863 e scoppiarono nel paese delle rivolte nazionali condotte insieme ai polacchi del cosiddetto regno di Polonia contro il governo zarista.

## Governatorato della Lituania
Il governatorato della Lituania era una gubernija dell'Impero Russo. Fu istituita nel 1780, con Vilnius come capoluogo, unendo i territori dei governatorati di Vil'na e di Slonim, a loro volta istituiti dopo la Terza spartizione della Polonia.
La suddivisione durò per 22 anni, poiché nel 1802 il territorio riassunse la suddivisione amministrativa precedente, venendo stavolta ripartito nel vecchio governatorato di Vil'na e nel più giovane governatorato di Grodno, istituito nel 1796 per la prima volta.
Il governatorato durò in essere fino al 1918.

## Occupazione dell'Impero tedesco
Dal 1914 e il 1918, la Lituania fu conquistata dall’Impero tedesco nella sua avanzata sul fronte orientale a scapito della Russia. I tedeschi allestirono quanto più in fretta possibile un governo locale, chiamato Ober Ost (letteralmente significa nord-est) e che comprendeva grosso modo l’attuale nord-ovest della Bielorussia e nord-est della Polonia, la Lituania e l’area occidentale della Lettonia.
Il regime che si venne ad instaurare fu autoritario, in quanto la Germania intese trattare le popolazioni che risiedevano nell’Ober Ost alla stregua di una colonia. La situazione dei locali non era delle migliori: l’impossibilità di passare da un distretto all’altro (ne furono costituiti tre) danneggiò l’economia locale, oltre a creare barriere di separazione culturale assai più nitide rispetto al passato. Non mancarono inoltre carestie, dovute a sequestri effettuati dai tedeschi al fine di rifornire l’esercito situato nell’area, il quale sfruttò tali territori come testa di ponte per attacchi da sferrare ai russi.
Nell’Ober Ost assunse il ruolo di comandante supremo dapprima Paul von Hindenburg (1914-1916) e poi Leopoldo di Baviera (1916-1918), con Erich Ludendorff e successivamente Max Hoffmann come capi di stato maggiore.
Man mano che la Grande Guerra procedeva, iniziò a farsi strada tra i baltici l’idea di costituire degli Stati indipendenti. I teutonici tentarono allora di accaparrarsi le simpatie dei locali incentivando questo sentimento e sperando così che, anche nel caso in cui fosse stata riconosciuta l’autonomia, i nuovi Stati avrebbero avuto legami così stretti con i tedeschi (e non con i russi) da potersi assimilare a Stati cliente o quanto meno cuscinetto. La promozione di tali politiche incontrò barriere linguistiche difficili da superare, come ci testimoniano anche fonti del tempo, le quali vennero rotte nei modi più disparati: si ricorse ad esempio al clero o a interpreti che sapessero tradurre le lingue parlate dai locali (soprattutto lituano, lettone o polacco: fu impedito ufficialmente di adoperare la lingua russa).
Fu dunque con questo spirito che venne autorizzata la Conferenza di Vilnius, la quale elesse il futuro Consiglio della Lituania e iniziò a redigere quello che nel febbraio 1918 sarà noto come Atto d'indipendenza della Lituania. L’influenza tedesca perdurerà fino alla fine della prima guerra mondiale, come testimonia anche la costituzione del seppur effimero nel tempo Regno di Lituania.

## Indipendenza
L'Atto d'indipendenza della Lituania (in lituano: Lietuvos Nepriklausomybs Aktas) o Atto del 16 febbraio fu firmato dal Consiglio nazionale il 16 febbraio 1918, affermando l'indipendenza del Paese: questa si proponeva di reggersi su princìpi democratici, con Vilnius come capitale. L'atto fu sottoscritto da tutti e venti i rappresentanti, sotto la presidenza di Jonas Basanavičius.

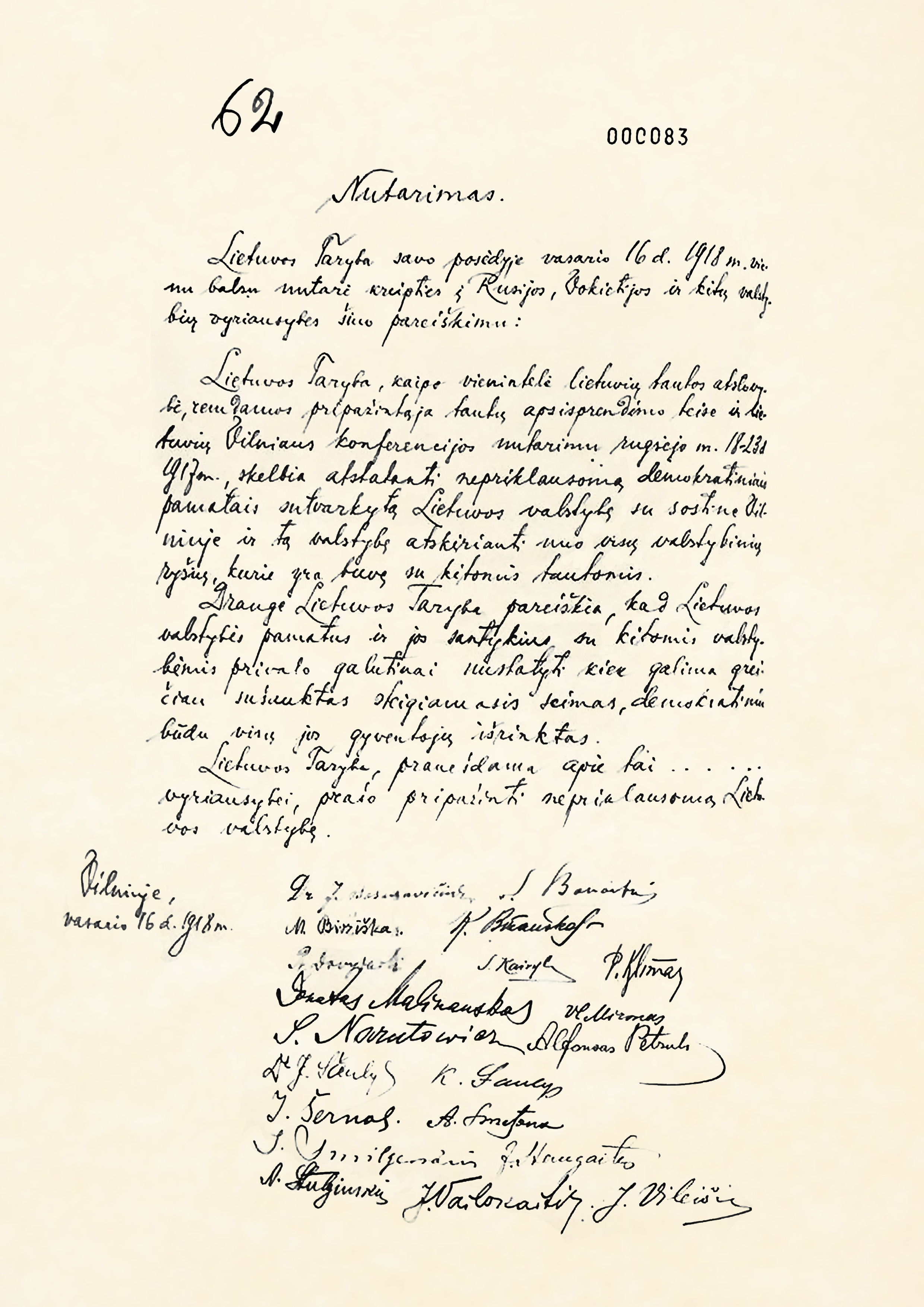
La versione dell'atto originale

L'atto del 16 febbraio fu il risultato finale di una serie di modifiche apportate al testo variamente: venne pubblicata una bozza al congresso di Vilnius l'8 gennaio 1918. Il percorso del giovane Stato si prefigurava lungo e complesso, a causa delle ingenti pressioni che l'Impero tedesco esercitava sul Consiglio per formare un'alleanza. Non potendo semplicemente ignorarne le richieste, il Consiglio dovette trattare oculatamente con i tedeschi, tenendo presente che il loro esercito era ancora presente sul territorio nazionale, in quanto non ancora conclusasi la prima guerra mondiale.

## Regno di Lituania
Nel febbraio del 1918, la Lituania dichiarò a seguito della Rivoluzione di ottobre che aveva coinvolto qualche mese prima l’Impero russo, la propria indipendenza. L’Impero tedesco iniziò così ad esercitare una fortissima influenza sullo Stato, tanto da spingere il Consiglio di Lituania a discutere sulla forma di governo da adottare per far sì che, di fatto, fossero imposte le politiche teutoniche: fra repubblica e monarchia, a spuntarla fu, a seguito di una votazione formale, la seconda: seguirono dimissioni di alcuni membri del Consiglio, poi dopo rimpiazzati. Il trono fu proposto al Duca Guglielmo di Urach, il quale accettò a subentrare col titolo di Mindaugas II. Tuttavia, benché fosse stata anche redatta in Germania la bozza di una carta costituzionale, il Consiglio espresse la volontà di optare per la forma repubblicana verso la fine del 1918, in ragione di due fattori: sarebbe stata maggiormente accettata dalla popolazione e non vi sarebbe stata una penetrante influenza dell’Impero tedesco, prossimo tra l’altro alla sconfitta nella Grande Guerra. Fu per questo che Mindaugas II non mise mai piede in Lituania e la monarchia non fu più oggetto di discussione delle Assemblee costituenti successive.

## Prima occupazione sovietica

### Prima RSS lituana
Archiviata la breve esperienza del Regno di Lituania, vi fu un periodo di effettiva operatività del governo repubblicano. Accadde infatti che la Russia di Lenin, desiderosa di espandere la propria sfera di influenza nell’Europa orientale, fece il suo ingresso con l’Armata Rossa nei confini lituani venendo meno al trattato di Brest-Litovsk con cui si accettava l’indipendenza della Lituania. Fu così che nacque la Repubblica Socialista Sovietica di Lituania il 16 dicembre 1918, guidata dal bolscevico Vincas Mickevičius-Kapsukas, il quale redasse anche un proclama di sostegno all’annessione della Lituania all’Unione Sovietica: questo recitava alla fine: "Lunga vita alla Repubblica Socialista Federativa Sovietica Russa e alla sua incorporata Lituania Sovietica!".
Già dopo qualche settimana, risultavano però evidenti alcune difficoltà: la RSS Lituana si reggeva su fragili equilibri: era impreparata ad affrontare le sfide che la nazione proponeva e dovette far affidamento sull'assistenza dei russi. Questi ultimi avviarono anche un’operazione di sostegno economico, donando 100 milioni di rubli per incentivare le politiche socialiste.
Nell’ottica di una migliore gestione della politica e amministrazione lituana, Mosca decise di incorporare la RSS Lituana a quella Bielorussa.

### RSS Lituano-Bielorussa

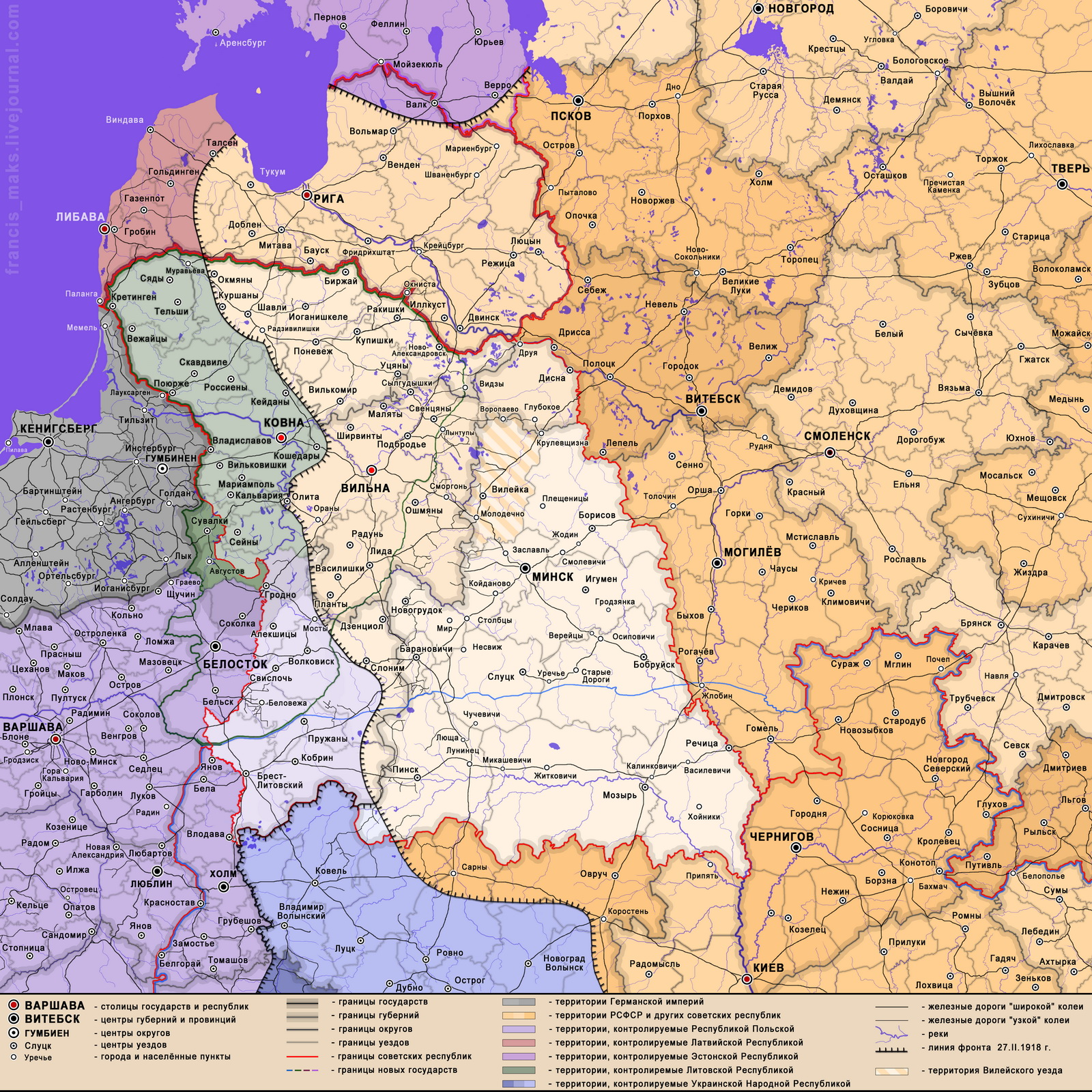
Mappa che mostra la situazione politica dell’Europa orientale nel 1920

La Repubblica Socialista Sovietica Lituano-Bielorussa (conosciuta anche come Lituania-Bielorussia) fu una repubblica controllata dai soviet che esistette all'interno dei territori delle moderne Bielorussia e Lituania orientale per circa sette mesi nel 1919, durante la guerra lituano-sovietica, prima che le parti occidentali fossero annesse alla Polonia e la Lituania riconosciuta indipendente col trattato di Mosca.

## Lituania Centrale
Una porzione di Lituania, identificabile grosso modo con la regione di Vilnius, fu occupata da una Divisione polacca guidata da Lucjan Żeligowski. La Polonia negò qualsiasi coinvolgimento (sebbene successivamente il politico e generale Józef Piłsudski ammise in un teatro di Vilnius di esserne stato l'artefice).
La situazione che si venne a costituire portò alla creazione di uno Stato fantoccio, gestito formalmente dai ribelli recatisi a Vilnius e sostanzialmente dalla Polonia da dietro le quinte. La Repubblica lituana non riconobbe mai la Lituania Centrale come nazione, cosa che non fece, in effetti, nessun altro Stato membro della Società delle Nazioni.
Nonostante qualche degenerazione successiva nel momento in cui la Lituania Centrale, a seguito di elezioni boicottate dai lituani (che costituivano minoranza a Vilnius rispetto a polacchi e bielorussi), chiese formalmente di essere annessa alla Polonia, lo Stato cessò di esistere qualche anno più tardi. La Lituania e l'URSS raggiunsero un accordo per riprendere Vilnius e le aree circostanti,, le quali tornarono a far parte del Paese baltico prima dell'Operazione Barbarossa.

## Occupazione nazista
Come accadde per la Lettonia e l'Estonia, anche la Lituania fu invasa dalla Germania nazista dopo che questa dichiarò guerra all'Unione Sovietica proprio in concomitanza di una grande sommossa popolare. I tedeschi, dapprima accolti come liberatori al loro arrivo verso la fine del giugno 1941, misero presto in atto rigide repressioni contro gli oppositori politici e inanellarono una serie di crimini contro le numerosissime comunità ebraiche locali (si parlava di Vilnius come la Gerusalemme lituana e si stima la presenza di 220.000/250.000 semiti prima del conflitto: al termine della seconda guerra mondiale se ne contavano circa 40.000). Gli omicidi e la ghettizzazione furono eseguiti anche con la collaborazione di attivisti filo-nazisti (tristemente noto il gruppo di Algirdas Klimaitis che agì a Kaunas e nel circondario).
Fu messo in piedi un governo provvisorio che lavorò in maniera abbastanza libera inizialmente, mentre fu poi decisamente limitato dopo il 1941, quando fu costituito il Reichskommissariat Ostland.
La resistenza dei partigiani indipendentisti, filo-sovietici o ebrei contrastò i nazisti per tutti gli anni dell'occupazione, cessata quando l'Unione Sovietica rioccupò la Lituania come parte dell'offensiva baltica, un'operazione di duplice importanza sia dal punto di vista politico che militare per sconfiggere le forze tedesche e per "liberare i popoli baltici sovietici" nel 1944-1945.
Il prezzo pagato dalla Lituania fu carissimo a livello demografico oltre che economico e infrastrutturale. Non sono stati eseguiti censimenti da quello lituano del 1923 (quando si contavano 2.028.971 abitanti) a quello sovietico del 1959 (quando la Lituania aveva 2.711.000 residenti). Vari autori, pur fornendo diverse suddivisioni, generalmente concordano sul fatto che la riduzione della popolazione tra il 1940 e il 1953 fu di più di un milione di persone o un terzo della popolazione prebellica.

## Repubblica Socialista Sovietica
I sovietici tornarono ad occupare gli Stati baltici nel 1940, con l'intento di far proliferare la Rivoluzione mondiale. Con lo scoppio della seconda guerra mondiale e gli scontri sul fronte orientale, i tedeschi presero il controllo degli Stati baltici costituendo il Reichskommissariat Ostland: durò dal 1941 alla metà del 1944.
Respinti i nazisti, l'Armata Rossa tornò a riprendere il controllo dei Paesi baltici, con l'intento di rafforzare il proprio predominio nella geopolitica europea. Non mancarono episodi di violenza commessi dai sovietici, perdurati fino agli anni cinquanta nelle varie missioni poste in essere per sopire le ribellioni locali causate dai fratelli della foresta.

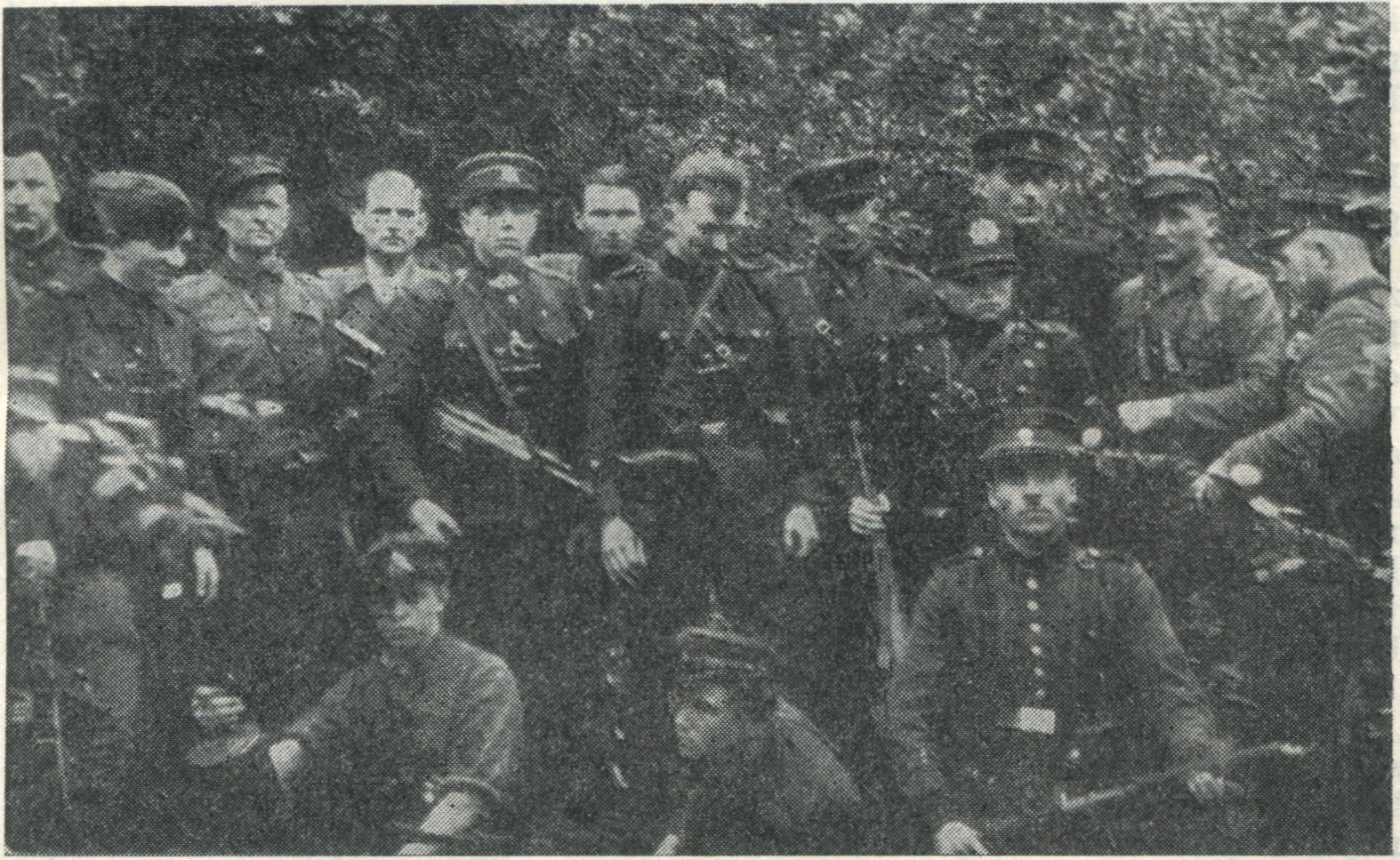
Fotografia di un gruppo di partigiani lituani del 1946

Al fine di stroncare definitivamente episodi di sovversione, i russi diedero luogo a deportazioni di massa, anche su vasta scala ed in diversi momenti temporali. Si stima un picco massimo raggiunto di 40.000 arresti circa.
Per quanto riguarda la vita culturale, i russi tentarono di dar luogo alla c.d. arte popolare in tutte le forme possibili: esibizioni, libri, film, manifestazioni sportive, musei e istruzione venivano intercalate nel contesto ideologico del tempo promuovendo figure care al socialismo.
L'economia della RSS Lituana stentò a decollare nel corso dei decenni. Una grave crisi economica coinvolse gli Stati comunisti negli anni ottanta. Nel 1985, Michail Gorbačëv fu eletto Capo di Stato e mise in un atto una serie di riforme volte a porre termine alla guerra fredda (in primis perestrojka e glasnost'). Tale politica portò a un aumento dei movimenti anti-comunisti in tutta l'URSS, inclusa la RSS Lituana.
A seguito di grandi manifestazioni tenutesi nelle piazze di molte città lituane tra il 1988 e il 1989 (soprattutto a Vilnius, si creò un forte sentimento nazionalista che portò a delle conseguenze di non poco conto). La RSS Lituana cessò di esistere de facto l'11 marzo 1990, con la ricostituzione del Parlamento nazionale, il Seimas il quale ebbe modo di redigere e pubblicare la dichiarazione d'indipendenza.
La Lituania fu il primo Paese baltico a distaccarsi dall’URSS.

## Ritorno all'indipendenza
L'11 marzo 1990, dopo le elezioni politiche di quell'anno il Soviet Supremo lituano, dichiarò l'indipendenza dall'Unione Sovietica con l'Atto di ricostituzione dello Stato di Lituania, divenendo la prima Repubblica Sovietica a fare questo passo. Avendo la Lituania già dichiarato l'indipendenza dall'Impero russo con l'Atto di indipendenza della Lituania nel 1918, si trattava quindi di ristabilire la propria libertà (persa nel 1939 con il Patto Molotov-Ribbentrop) con questo Atto di Restaurazione. Il riconoscimento da parte dell'URSS non fu certo un percorso semplice, dato che il Segretario del Partito Comunista dell'Unione Sovietica Michail Gorbačëv fece invadere il Paese da parte dell'Armata Rossa che nei giorni dell'11, 12 e 13 gennaio 1991 presero la torre di trasmissione televisiva di Vilnius. Durante lo scontro con i nazionalisti lituani radunatasi per proteggere la torre, 14 persone rimasero uccise e 700 furono i feriti; l'episodio passerà alla storia come eventi di gennaio. Dopo il fallito Colpo di stato di Mosca di agosto 1991, che causa il collasso dell'URSS, la Lituania venne riconosciuta ed entrò a far parte dell'ONU il 17 settembre di quello stesso anno.
Il 14 aprile 2003 a Bruxelles il Consiglio europeo approva l'adesione della Lituania all'Unione europea. Il 16 aprile 2003 ad Atene la Lituania firma il trattato di adesione all'UE, in vigore dal primo maggio 2004.
Il 29 marzo 2004 la Lituania è entrata a far parte della NATO.

## La Lituania del XX secolo
Un riepilogo delle varie evoluzioni politiche dello Stato lituano nel XX secolo:
- Impero russo
- Ober Ost (dal 1914 al 1918)
- Dichiarazione d’indipendenza (11 marzo 1918) e periodo transitorio
- Regno di Lituania (luglio-novembre 1918)
- Prima RSS lituana (dicembre 1918-febbraio 1919)
- RSS lituano-bielorussa (febbraio 1919-agosto 1919)
- Repubblica lituana (agosto 1919-1940)
- Seconda RSS lituana (1940-giugno 1941)
- Reichskommissariat Ostland (luglio 1941-1944)
- Seconda RSS lituana (1944-marzo 1990)
- Lituania (indipendente dal 1990)